# Рузгис, Миколас
Ми́колас Рузги́с (лит. Mykolas Ruzgys, англ. Michael Rutzgis; 15 января 1915, Чикаго — ?) — литовский баскетболист, чемпион Европы 1939 года.

## Биография
Родился в Чикаго, был младшим ребёнком в многодетной семье литовских эмигрантов. Баскетболом начал заниматься в колледже в 1934 году. В 1938 году переехал на историческую родину, в Каунас, играл за ЦЯСО в чемпионате Литвы.
На чемпионате Европы 1939 года регулярно выходил на площадку в стартовом составе сборной Литвы. Набрал в 7 проведённых матчах 76 очков, став одним из самых результативных игроков не только своей команды, но и всего турнира. В заключительном матче против сборной Италии набрал 15 очков, став лучшим по этому показателю в литовской сборной.
В 1940 году вернулся в США. На чемпионате Европы 1947 года был главным тренером сборной Франции, с которой занял 5-е место. В период с 1950 по 1951 год тренировал сборную Испании, занял с ней 9-е место на чемпионате мира 1950 года.